# Peter Emil Becker
Peter Emil Becker (ur. 23 listopada 1908 w Hamburgu, zm. 7 października 2000 w Getyndze) – niemiecki genetyk, neurolog i psychiatra, którego imieniem nazwano dystrofię mięśniową dziedziczoną recesywnie heterosomalnie (sprzężoną z płcią).

## Życiorys
Becker studiował w Marburgu, Berlinie, Monachium, Wiedniu i Hamburgu. Studia medyczne ukończył w 1933 roku. Postanowił specjalizować się w neurologii oraz psychiatrii. Od 1936 do 1938 pracował jako asystent w Zakładzie Antropologii, Genetyki Człowieka i Eugeniki im. cesarza Wilhelma z profesorem Eugenem Fischerem.
Był członkiem SA od 1934, a w 1940 roku przystąpił także do NSDAP. W 1942 został powołany do służby wojskowej w Luftwaffe jako lekarz. Od 1943 pracował z profesorem Beringerem w klinice neurologii i psychiatrii na Uniwersytecie we Fryburgu, gdzie następnie był wykładowcą latach 1946–1957, do czasu aż został mianowany profesorem genetyki na Uniwersytecie w Getyndze. Pracował na tym stanowisku przez kolejne 18 lat. W tym czasie napisał podręcznik do genetyki oraz był jednym z redaktorów czasopisma „Humangenetik”.
Becker zapisał się w historii medycyny dzięki swym badaniom nad dystrofiami mięśniowymi. Na początku kariery zajmował się badaniem przypadków dystrofii Duchenne’a. Po wojnie udało mu się opisać nowy rodzaj dystrofii związanej z chromosomem X, która została nazwana jego imieniem. Następnie dzięki zakrojonym na szeroką skalę badaniom chorych na miotonie niedystroficzne odkrył i opisał wiele nowych jednostek chorobowych.
W 1975 roku Becker zakończył karierę zawodową odchodząc na emeryturę.
W 1937 roku Peter Becker wziął ślub z Rosett Wendal, z którą miał piątkę dzieci.

## Prace
- Neue Ergebnisse der Genetik der Muskeldystrophien. 1957. in: Acta genetica et statistica medica. Basel 7.1957, 303. ISSN 0365-2785.
- Humangenetik. Ein kurzes Handbuch in 5 Bänden. Hrsg. Thieme, Stuttgart 1964–1972.
- Zur Geschichte der Rassenhygiene. Wege ins Dritte Reich. Thieme, Stuttgart 1988. ISBN 3-13-716901-1.
- Sozialdarwinismus, Rassismus, Antisemitismus und Völkischer Gedanke. Wege ins Dritte Reich. Bd 2. Thieme, Stuttgart 1990. ISBN 3-13-736901-0.